# Scheloribates peracutus
Scheloribates peracutus är en kvalsterart som beskrevs av Balogh 1962. Scheloribates peracutus ingår i släktet Scheloribates och familjen Scheloribatidae. Inga underarter finns listade i Catalogue of Life.